# Dalí (film 1986)
Dalí è un documentario del 1986 diretto da Adam Low e basato sulla vita del pittore spagnolo Salvador Dalí.